# St. Andrew
St. Andrew es una parroquia de Trinidad y Tobago.

## Geografía
La parroquia abarca parte de la isla de Tobago y limita al norte y este con la parroquia de St. George, al sur con el océano Atlántico y al oeste con la parroquia de St. Patrick.

## Organización territorial
Consta de diecisiete localidades:
- Bacolet
- Bagatelle
- Bethel-Mt. Gomery
- Calder Hall-Friendsfield
- Carnbee-Patience Hill
- Cinnamon Hall
- Darrell Spring
- Idlewild-Whim
- Lambeau
- Mount Grace
- Mount Marie
- Patience Hill
- Sargeant Cain
- Scarborough
- Sherwood Park
- Signal Hill-Patience Hill
- Spring Garden-Signal Hill

## Demografía
Datos demográficos de la parroquia de St. Andrew:
| Gráfica de evolución demográfica de St. Andrew entre 2000 y 2011 |
|                                                                  |